# Яфо
Яфо (или Яфа) е бивш град и понастоящем (от 1949 г.) най-старият квартал на Тел Авив, Израел.

## История
Яфо е сред най-важните пристанища на Древен Израел и най-старите селища в света. Открити са археологически находки от XVIII век пр.н.е. Споменава се от XV – XIV век пр.н.е.
Според легендите там Персей освобождава Андромеда и от там пророкът Йона тръгва на път за Таршиш. Според Библията в Яфо апостол Петър възкресява вдовицата Тавифа.
През 1949 г. град Яфо е присъединен към неговото разраснало се предградие Тел Авив, който е преименуван на Тел Авив – Яфо през 1950 г.

## Български евреи
Яфо е център на репатриралите в Израел български евреи. И днес там има много магазини и кафенета с надписи на български език.

## Икономика
Развити са дървообработващата, химическата, циментовата промишленост. Изнасят се портокали и други плодове.